# هاشی‌موتو
هاشی‌موتو نام یک موش کارتونی و یک مجموعه انیمیشن آمریکایی است که اولین بار از ۶ سپتامبر ۱۹۵۹ پخش شد. این شخصیت کارتونی توسط انیماتور ژاپنی الاصل باب کوواهارا و الی بائر برای شرکت انیمیشن سازی Terrytoons ساخته شده است. هاشی‌موتو یک مربی جوجوتسو است که با همسرش هاناکو، پسرش سابورو و دخترش یوریکو در ژاپن زندگی می‌کند.
این مجموعهٔ کارتونی در دههٔ ۶۰ خورشیدی از برنامهٔ کودکان و نوجوانان پخش شد.